# Coming Home (пісня Маріт Ларсен)
«Coming Home» (укр. Повернення додому) – перший сингл з третього студійного альбому «Spark» норвезької співачки Маріт Ларсен. Композиція була випущена 14 жовтня 2011 року. Музичне відео до неї було зняте в Берліні. Прем'єра відео відбулася на каналі VGTV.

## Видання

### Європейське видання[2]
| #  | Назва                | Тривалість |
| -- | -------------------- | ---------- |
| 1. | «Coming Home»        | 3:59       |
| 2. | «Me And The Highway» | 5:01       |

### Німецьке видання[3]
| #  | Назва                      | Тривалість |
| -- | -------------------------- | ---------- |
| 1. | «Coming Home (Radio Edit)» | 4:00       |

## Виконання вживу
Вперше пісню «Coming Home» Маріт Ларсен виконала в фіналі шоу Idol Norway 16 грудня 2010 року.
12 листопада 2011 року вона виступила зі своє піснею на німецькому телебаченні. Також вона виступала з піснею в Чилі та Осло.

## Відгуки
В цілому композиція отримала позитивні відгуки. Так користувач AMY з сайту yam-mag.com назвав «Coming Home» піснею, яка робить альбом більш піднесеним, ніж інші композиції.
|  | Якщо прислухатися, в пісні «Coming Home» набагато більше поп-рок звучання, ніж в попередніх синглах Маріт. Також її голос має виразну красиву якість. Незважаючи на це, у музиці є елементи стилю, які роблять це звучанням логічною еволюцію в музиці співачки. Це все нове, але все одно – це Маріт. Це пісня не про розбите серце, не про початок стосунків. Це пісня про те, наскільки добре бути поруч з кимось, добре настільки, що ти відчуваєш ніби повернувся додому. |

Артур Шульц у своєму огляді альбому «Spark» написав, що композиція дарує багато красивих відчуттів.

## Позиції в чартах
| Чарт                      | Позиція |
| ------------------------- | ------- |
| Норвезький чарт синглів   | 18      |
| Норвезький радіо-чарт     | 5       |
| Німецький чарт синглів    | 75      |
| Philippines Top 100 Songs | 1       |